# Angoulémská

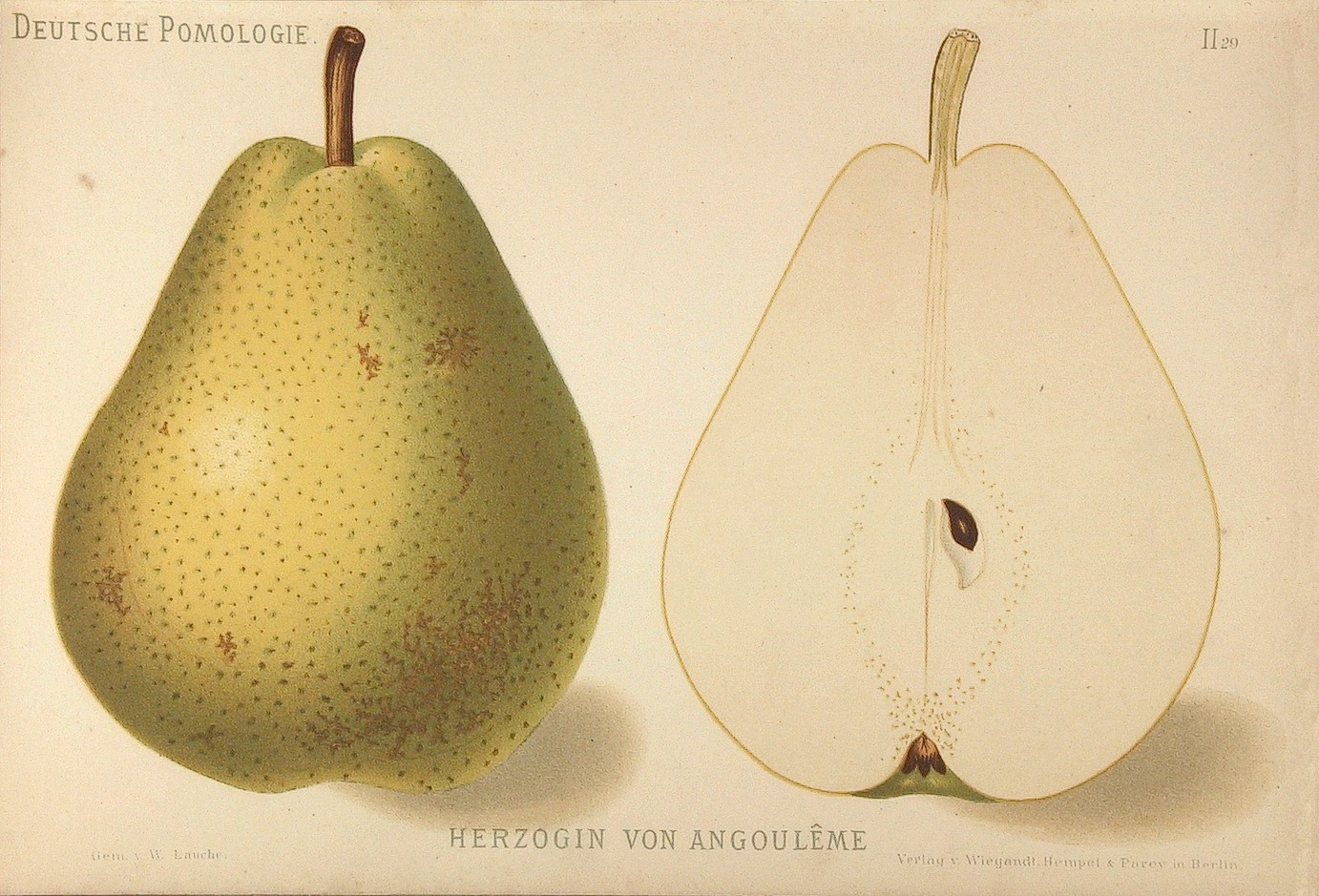

Angoulémská (Pyrus communis 'Angoulémská') je ovocný strom, kultivar druhu hrušeň obecná z čeledi růžovitých. Plody jsou řazeny mezi odrůdy podzimních hrušek, sklízí se v říjnu, dozrává v listopadu, někdy je možné ji skladovat do prosince. Lze pěstovat bez použití chemických prostředků, významnými chorobami a škůdci netrpí.

## Jiná česká jména
Angoulemka, Angulemka, Anžulemka, .

## Historie

### Původ
Pochází z Francie, z departementu Maine-et-Loire, byla nalezen v zahradě hraběte Germain de la Forest v roce 1809. Šířil ji zahradník A. P. Audusson pod názvem Poire de la Esparonnias. Od počátku 20. století již není příliš rozšířena.

## Vlastnosti
Kvete středně pozdně. je dobrý opylovač. Odrůda je cizosprašná. Vhodnými opylovači jsou odrůdy Eliška, Avranšská, Williamsova.

### Růst
Růst odrůdy je střední, později slabý. Habitus koruny je úzce pyramidální, vyžaduje pravidelný řez a později zmlazení.

## Plodnost
Plodí časně, hojně a pravidelně.

## Plod
Plod je oválný kuželovitý, velký až velmi velký (200 - 600g). Slupka hladká, světlezeleně, později na osluněné straně žlutě zbarvená. Dužnina je bílá, šťavnatá, vonná, sladká, velmi kolísavá (v horších podmínkách).

## Choroby a škůdci
Odrůda je považována za dostatečně odolnou proti strupovitosti. Málo je odolná proti namrzání. V horších polohách trpí mírně kaménčitostí.

## Použití
Dobře snese přepravu je li s ní opatrně zacházeno. Je vhodná k přímému konzumu. Odrůdu lze použít do teplých chráněných poloh na živné půdy, je náročná. 
Vhodná do nejlepších podmínek.